# نظرية النسبية لأينشتاين (فلم)
نظرية النسبية لأينشتاين (بالإنجليزية: The Einstein Theory of Relativity) (1923) هو فيلم صامت قصير من إخراج ديف فلايشر ومن إصدار فلايشر ستوديوز.

## التاريخ
في أغسطس 1922، نشرت ساينتفك أمريكان مقالا يوضح موقفهم في أن فيلما قصيرا لن يكون ناجحا في تقديم نظرية النسبية لأينشتاين للعامة. تحدث المقال عن أن المقال قد يكون ناجحا كجزء من حزمة تعليمية أكبر تشمل محاضرات ونصوص. استكملت ساينتفك أمريكان في مراجعة أطرا من فيلم ألماني غير معنون قيل أنه كان ناجحا ماديا.
بعد ذلك بستة أشهر في 8 فبراير 1923، نشرت فلايشر ستوديوز فيلم النسبية الخاص بهم، بالتعاون مع صحفي العلوم المبسطة جاريت ب. سيرفيس لمرافقة كتابه بخصوص نفس الموضوع. يُقال أنه هناك إصداران من فيلم فلايشر: إصدار قصير (20 دقيقة) ويستهدف جماهير المسرح عموما، وإصدار أطول (50 دقيقة) بهدف الاستخدام التعليمي.
نقلت فلايشر ستوديوز من الفيلم الوثائقي الألماني السابق Die Grundlagen der Einsteinschen Relativitäts-Theorie من إخراج هانز فالتر كورنبلوم، وأدخلوه في فيلمهم وقدموا صورا من فيلم فلايشر ومن الفيلم الألماني. إذا لم تكن الصور الفعلية قد أُعيد استخدامها في فيلم نظرية النسبية لأينشتاين، فإن الصور والنصوص من مقال ساينتفك أمريكان تقترح أن العناصر البصرية الأصلية كانت من الفيلم الألماني.
اتجه هذا الفيلم –مثل معظم أعمال فلايشر- إلى العامة. على عكس أفلام الصور المتحركة من فلايشر ستوديوز سوبرمان وبيتي بوب، فإن فيلم نظرية النسبية لأينشتاين له نسخ قليلة جدا ومتاح فقط في صورة 16 مم في بعض مؤسسات حفظ الأفلام القليلة.

## روابط خارجية
- نظرية النسبية لأينشتاين على موقع IMDb (الإنجليزية)
- نظرية النسبية لأينشتاين على موقع قاعدة بيانات الفيلم (الإنجليزية)
- نظرية النسبية لأينشتاين على موقع ليتربوكسد (الإنجليزية)